# La libreta negra
La libreta negra (título original en inglés: The Black Book) es una película de suspenso y crimen nigeriana de 2023 producida y dirigida por Editi Effiong, protagonizada por Richard Mofe-Damijo, Sam Dede, Shaffy Bello, Femi Branch, Alex Usifo, Ade Laoye e Ireti Doyle. La película se estrenó en Netflix el 22 de septiembre de 2023. El periódico en línea nigeriano Premium Times comparó el personaje de Richard Mofe-Damijo en la película con el personaje de John Wick debido a que la historia se inclina hacia un ex sicario que ahora regresa al mundo criminal que había abandonado.

## Reparto
- Richard Mofe-Damijo como Paul Edima
- Ade Laoye como Vic Kalu
- Alex Usifo como General Issa
- Olumide Oworu como Damilola Edima
- Shaffy Bello como Big Daddy
- Ireti Doyle como Comisionada
- Sam Dede como Angel
- Bimbo Akintola como Profesor Craig
- Femi Branch como el joven general Issa
- Joseph Momodu como el joven Paul Edima[4]

## Producción
Los productores ejecutivos de la película incluyen a los fundadores de tecnología Kola Oyeneyin, Ezra Olubi (cofundador de Paystack), Odunayo Oweniyi (cofundador y director de operaciones de Piggyvest), Gbenga Agboola (fundador y director ejecutivo de Flutterwave ), Kola Aina (socio fundador de Ventures Partner) y Olumide Soyombo (cofundador de Blue Chip Technologies). La película fue producida con un presupuesto de 1 millón de dólares.